# Sociaaldemocratische Partij van Italië
De Sociaaldemocratische Partij van Italië (Italiaans: Partito Socialista Democratico Italiano, afk. PSDI) was een Italiaanse sociaaldemocratische partij. De partij ontstond op 18 januari 1947 onder de naam Partito Socialista dei Lavoratori Italiani (PSLI, d.i. Socialistische Arbeiderspartij van Italië),  toen een groep gematigde sociaaldemocraten onder Giuseppe Saragat zich van de Socialistische Partij van Italië afscheidde uit onvrede over de samenwerking van de PSI met de Communistische Partij van Italië (PCI).
In 1951 fuseerde de PSLI van Saragat met de Partito Socialista Unitario (Verenigde Socialistische Partij) van Giuseppe Romita. In 1952 nam het de naam Partito Socialista Democratico Italiano (PSDI) aan. In de jaren '70 vond er een toenadering plaats tussen de PSI (Socialistische Partij van Italië) en de PSDI, dit omdat de PSI zich vanaf die tijd van de PCI distantieerde.
De Psdi maakte sinds haar oprichting met grote regelmaat deel uit van de regering. Van 1964 tot 1971 was partijpresident Giuseppe Saragat president van de Republiek Italië.
In 1998 viel de partij door interne conflicten uiteen. Kort daarna werd de Socialisti Democratici Italiani (SDI) opgericht, La Margherita.

## Heroprichting
In 2004 werd de PSDI opnieuw opgericht en maakt sindsdien officieel deel uit van de De Unie.